# Mastiff d'Anatolie
Le Mastiff d'Anatolie, aussi appelé le Malaklı ou le Mastiff turc, est une race de chiens originaire de la Turquie occidentale.

## Origine du nom
En Turquie, le Mastiff d'Anatolie est appelé le Malaklı. En turc, le mot malak peut avoir plusieurs significations. Il désigne avant tout un bisonneau mais peut aussi qualifier des babines (marquées). On opte souvent pour la deuxième signification car le Mastiff d'Anatolie est un molosse.

## Histoire
L'origine du Mastiff d'Anatolie n'est pas claire. Le Malaklı serait le résultat d'un croisement moderne entre le Mastiff et le berger d'Anatolie afin d'obtenir un meilleur chien de combat. En effet, le berger d'Anatolie est mauvais pour les combats puisqu'il arrête le combat après n'importe quelle signe de soumission contrairement à des chiens comme l'American Staffordshire Terrier. 
Pour d'autres, ce serait une race de chien de guerre originaire de la Mésopotamie existant depuis l'Antiquité. Toutefois, selon Orhan Yilmaz et Selim Derbent, spécialistes du berger d'Anatolie, la première thèse est plus envisageable car si nous considérons la deuxième thèse vraie alors le Mastiff d'Anatolie était miraculeusement inconnue depuis des siècles.
Le Mastiff d'Anatolie se serait développé dans la province d'Aksaray, région de l'Anatolie centrale comptant des villes comme Konya et Niğde. Ainsi, il est parfois appelé le Malaklı d'Aksaray.
Il est reconnu par la Fédération canine de Turquie (KIF), membre associé de la Fédération Cynologique Internationale (FCI). 

## Aspect général
Le Mastiff d'Anatolie est de forte taille, bien planté et puissant de construction. C'est un chien de garde, à la tête large et forte, doté d’un poil double et dense. Il doit être à la fois grand et vigoureux. Il peut être rapide. Il se caractérise par sa robe plus métisée que le berger d'Anatolie.
C'est un molossoïde de type montagne. Contrairement au berger d'Anatolie, il a les babines tombantes. En Turquie, il peut faire l'objet d'une coupe des oreilles et plus rarement de la queue. 

## Caractère
Le Mastiff d'Anatolie est courageux, intelligent, indépendant, proche de ses maîtres et méfiant, voire agressif, avec les étrangers. C'est avant tout un chien de garde et ne peut donc pas être utilisé comme un chien de compagnie sauf exceptions.

## Santé
Le Mastiff d'Anatolie a une espérance de vie en moyenne de 10 ans mais il peut vivre beaucoup plus longtemps. Si la sélection dans le cadre de l'élevage est médiocre, ce chien peut faire l'objet de signes de dysplasie de la hanche comme la plupart des grands chiens.